# Vestibul
För andra betydelser, se vestibulum.

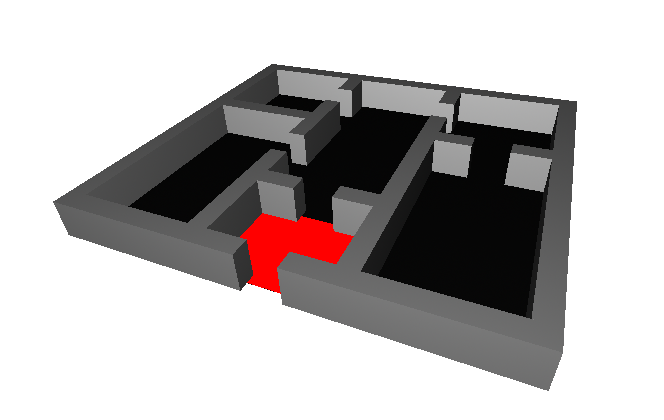
Våningsplan med en vestibul markerad i rött.

Vestibul (även förrum eller foajé) är ett litet rum som leder in i ett större utrymme, likt en lobby, entréhall eller passage, undanhålla den större utrymmesvyn, tillhandahålla förvaringsutrymme för ytterkläder etc. Begreppet gäller strukturer i både modern och klassisk arkitektur sedan urminnes tider. I modern arkitektur är en vestibul vanligtvis ett litet rum bredvid ytterdörren och förbinder den med byggnadens inre. I antik romersk arkitektur, var en vestibul ett delvis slutet område mellan husets inre och gatan. Ordet kommer från latinets vestibulum i betydelsen "förgård", "förhall".

## Äldre bruk

### Antikens Grekland
Vestibuler var vanliga i antika grekiska tempel. På grund av den byggnadsteknik som fanns på den tiden var det inte möjligt att bygga stora spännvidder. Följaktligen hade många entréer två rader av pelare som stödde taket och skapade ett distinkt utrymme runt ingången.
I antika grekiska hus var prothyrum utrymmet precis utanför dörren till ett hus, som ofta hade ett altare till Apollon eller en staty, eller ett lagerträd.
I finare hus eller palats kunde vestibulen delas in i tre delar, prothyron (πρόθυρον), thyroreion (θυρωρεῖον, lit. 'Portvaktsloge') och proaulion (πλιοα).

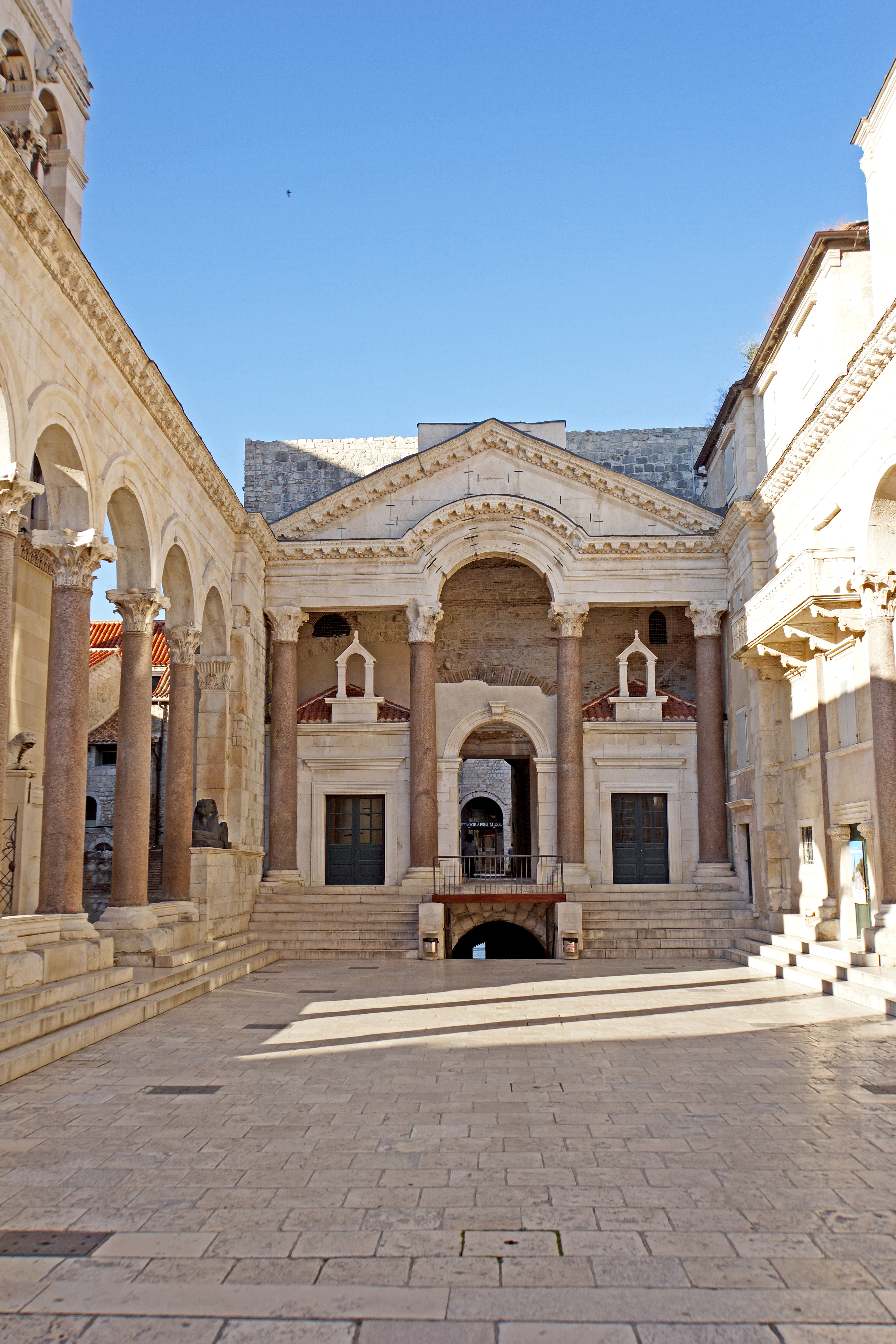
Prothyron i Diocletian's Palace (Split, Kroatien), som leder till vestibulen.

Vestibulen i antika grekiska hem fungerade som en barriär mot omvärlden, och lade också till säkerhet genom att motverka oönskade besök i hemmet och oönskade blickar in i hemmet. Vestibulens inriktning i rät vinkel mot privata interiörer och användningen av dörrar och gardiner gav också säkerhet och integritet mot utsidan. Den klassiska perioden markerade en förändring i behovet av privatliv i det grekiska samhället, vilket i slutändan ledde till införande och användning av vestibuler i grekiska hem.

### Antika Rom
I forntida romersk arkitektur, där termen har sitt ursprung, var en vestibul (latin: vestibulum) ett utrymme som ibland fanns mellan de inre passagerna i en byggnad som ledde till atriet och gatan. Vestibuler var vanliga i antik arkitektur. Ett romerskt hus var vanligtvis uppdelat i två olika sektioner där den första främre delen, eller den offentliga delen, introducerades med en vestibul. Dessa vestibuler innehöll två rum, som vanligtvis fungerade som väntrum eller portvaktsloge där besökare kunde få vägbeskrivning eller information. Vid inträde i ett romerskt hus eller domus måste man passera genom vestibulen innan man gick in i passagen, som ledde till atriet.
Strukturen var en blandning mellan en modern hall och veranda.

## Kyrkans arkitektur
Från 500-talet och framåt användes vestibuler i kyrkor i både Öst och Väst.
I romersk-katolska och vissa anglikanska kyrkor har vestibulen ett praktiskt syfte. Det är vanligtvis ett rymligt område som innehåller kyrklig information som litteratur, pamfletter och bulletinmeddelanden. Det rymmer också det heliga vattnet för bedjande. I ortodoxa och Bysantinsk kyrkoarkitektur kallas templets förkammare mer allmänt för exonarthex.
I den tidiga kristna arkitekturen ersatte vestibulen det mer extravaganta atriet eller quadriporticus till förmån för ett enklare område att hysa skålen med heligt vatten.

## Palatsarkitektur

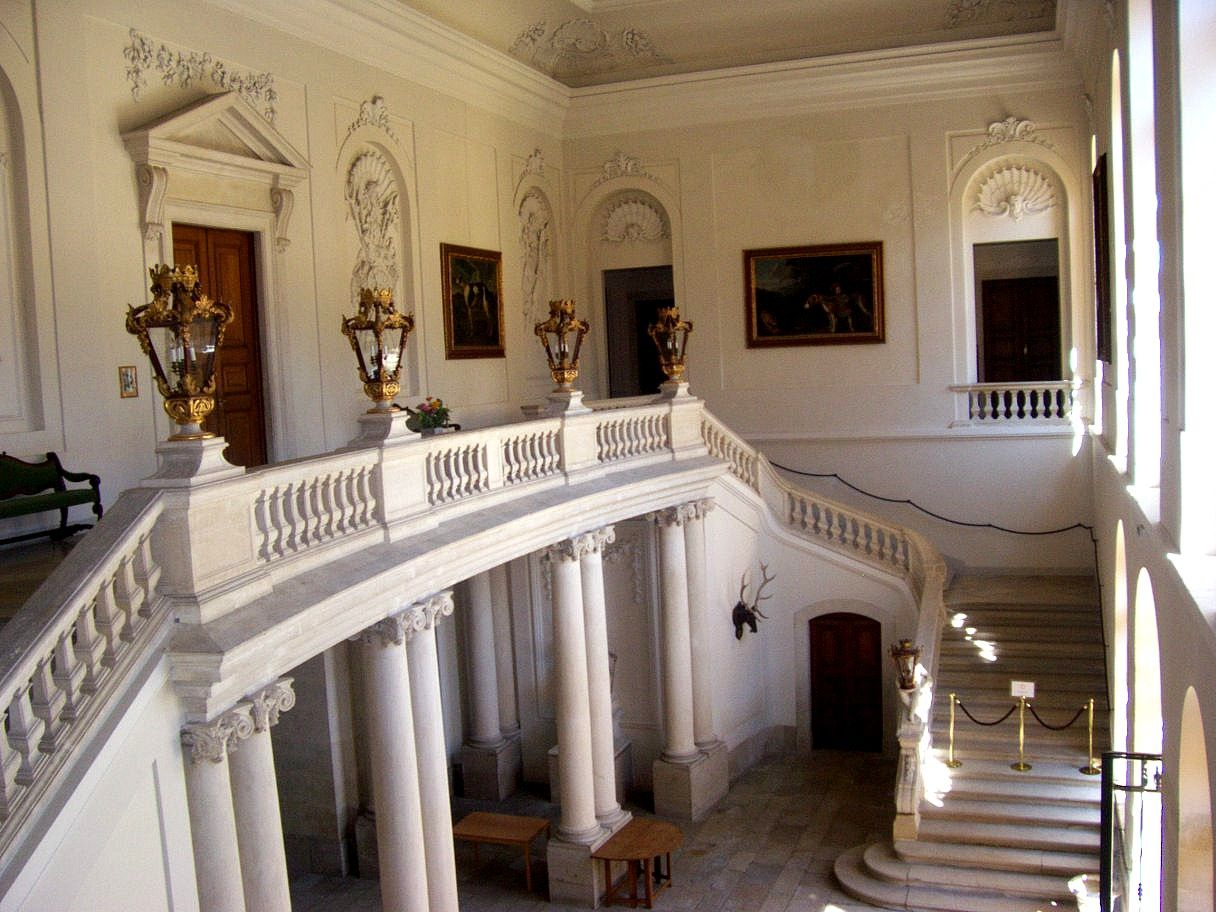
Vestibulen i Schloss Eckartsau i Österrike.

Vestibuler är vanliga i palatsarkitekturen. Den vestibulstil som användes i Genua, Italien, förvandlades från en tidigare blygsam utformning till en mer dekorativ struktur, som tillfredsställde den genuesiska aristokratin, samtidigt som den blev en inflytelserik förvandling för italienska palats. Den genuesiska vestibulen blev ett framträdande inslag i deras palatsarkitektur. Dessa vestibuler skulle ibland innehålla en fontän eller stor staty. Den genuesiska vestibulen var stor och överdriven och verkade "ganska utformad för att rymma en ras av jättar."

## Modernt bruk
I modern användning utgör en vestibul ett område som omger ytterdörren. Den fungerar som en förkammare mellan den yttre och den inre strukturen. Ofta förbinder den dörröppningen till en lobby eller hall. Det är utrymmet man upptar när man passerar dörren, men ännu inte i byggnadens huvudsakliga interiör. med bara två dubbla kolumner. Skillnaden i storlekar mellan en vestibul och följande utrymme illustreras bättre av den så kallade Entrén (15) till huvudgalleriet i Solomon R. Guggenheim Museum av Frank Lloyd Wright. Många regeringsbyggnader efterliknar den klassiska arkitekturen från vilken vestibulen kommer.
Även om vestibuler är vanliga i privata bostäder, som ett modifierat förrum, är de särskilt vanliga i mer överdådiga byggnader, som statliga, utformade för att framkalla en känsla av storhet genom att kontrastera vestibulens lilla utrymme med följande större och genom att lägga till aspekten av förväntan. Vita husets residens i USA är ett sådant exempel, men något förvirrande. Vid den norra portiken innehåller den en liten vestibul mellan dörrarna som är jämna med ytter- och insidan av ytterväggen, och tidigare inuti entréhallen (kallad felaktigt Vestibule), skild från den inte mycket större Cross Hall med bara två dubbla kolonner.
En rent utilitaristisk användning av vestibuler i moderna byggnader är att skapa en "luftsluss"-ingång. Sådana vestibuler består endast av en uppsättning innerdörrar och en uppsättning ytterdörrar, avsikten är att minska luftinfiltrationen till byggnaden genom att endast ha en uppsättning dörrar öppen vid varje given tidpunkt.

### Bankomatvestibul
Bankomatvestibul är ett slutet område med uttagsautomat som är tillgänglig från utsidan av en byggnad, men som vanligtvis inte har någon ytterligare ingång bortom vestibulen. Det kan finnas en säker ingång till vestibulen som kräver ett kort för att öppna.
Bankomatvestibuler kan också innehålla CCTV, nödlarm och andra säkerhetsanordningar för att förhindra kriminell aktivitet.

### Kommersiella byggnader
US Department of Energy Building Energy Codes Program släppte en publikation den 19 juni 2018, som beskriver kraven för en vestibul som ska användas i kommersiella byggnader. Enligt publikationen krävs vestibuler för att minska mängden luft som infiltrerar ett utrymme för att hjälpa till med energibesparing, samt öka komforten nära entrédörrar. Genom att skapa en luftsluss minskar vestibuler infiltrationsförluster orsakade av vind.
Konstruktörer av kommersiella byggnader måste installeras en vestibul mellan huvuddörrarna som leder till utrymmen som är större än eller lika med 280 m². Ett annat krav på konstruktionen är att det inte är nödvändigt att båda dörruppsättningarna är öppna för att passera genom vestibulen, och de bör ha anordningar som möjliggör självstängning.
Ett exempel på sådant är i New York City där det på vintern utplacerade tillfälliga trottoarvestibuler framför ingången till restauranger för att minska drag från att nå kunder inuti.